# American Independent Party
Die American Independent Party (AIP; deutsch Amerikanische Unabhängige Partei) ist eine rechtsgerichtete paläokonservative Partei in den USA. Sie wurde 1967 von Bill und Eileen Shearer gegründet. Bekanntheit erlangte die Partei, als sie den rassistischen Gouverneur Alabamas, George Wallace, als Präsidentschaftskandidaten bei den Präsidentschaftswahlen von 1968 nominierte. 1976 spaltete sich die Partei in die moderne American Independent Party und die American Party. Zwischen 1992 und 2008 war die Partei auch der kalifornische Ableger der Constitution Party, bis es 2008 zur Trennung von dieser Partei kam.

## Frühe Geschichte
1968 nominierte die American Independent Party George Wallace als Präsidentschaftskandidaten und den pensionierten Luftwaffengeneral der Air Force, Curtis E. LeMay, als Kandidaten für die Vizepräsidentschaft. Wallace repräsentierte die Partei nicht in allen Staaten. In Connecticut trat er für die „George Wallace Party“ an. Das Gespann Wallace/LeMay erreichte 13,5 % der Stimmen der Bevölkerung und 46 Wahlmännerstimmen.
1969 bestimmten Repräsentanten aus 40 Staaten die American Party zur Nachfolgerin der American Independent Party. In einigen Staaten wie Connecticut wurde die American Party offiziell als American Conservative Party eingetragen. Die moderne „American Conservative Party“ hat mit der Partei der Wallace-Ära nichts gemeinsam. Die offizielle Flagge wurde 1970 angenommen. Sie beinhaltet einen Adler, der einige Pfeile in seinen Krallen hält. 1972 wurden der Kongressabgeordnete John G. Schmitz und der Autor Thomas J. Anderson aus Tennessee (Vize) als Duo für die Präsidentschaftswahl nominiert.

## Nach der Spaltung 1976
1976 trennte sich die Partei in die etwas moderatere American Party, die mehr Konservative aus den Nordstaaten und Unterstützer Schmitz’ beinhaltete, und die American Independent Party, die sich auf den Deep South konzentrierte. Beide Parteien nominierten in der Folgezeit verschiedene Präsidentschaftskandidaten.
In den 1980er Jahren führte Bill Shearer die American Independent Party in die Populist Party. Seit 1992 ist die American Independent Party kalifornischer Ableger der Constitution Party, früher als U.S. Taxpayers Party bekannt. 2008 kam es zu einer Abspaltung der AIP mit der Constitution Party.

## Streit um den Vorsitz 2008
2008 kam es vor der Präsidentschaftswahl zu einer Abspaltung, die dazu führte, dass Jim King und Ed Noonan zu Vorsitzenden gewählt wurden.
Die Gruppe um Noonan sprach sich dafür aus, die Partei zu verlassen und der America’s Party beizutreten. Die Gruppe um King nannte sich später Constitution Party of California.

## Präsidentschaftskandidaten
- 1968 George Wallace/Curtis E. LeMay
- 1972 John G. Schmitz/Thomas J. Anderson
- 1976 Lester Maddox/William Dyke
- 1980 John Rarick/Eileen Shearer
- 1988 James C. Griffin/Charles Morsa
- 1992 Howard Phillips/Albion W. Knight – U.S. Taxpayers Party
- 1996 Howard Phillips/Herbert Titus – U.S. Taxpayers Party
- 2000 Howard Phillips/Curtis Frazier – Constitution Party
- 2004 Michael Peroutka/Chuck Baldwin – Constitution Party
- 2008 Chuck Baldwin/Darrell Castle – Constitution Party (umstritten) (eigener Kandidat)
- 2008 Alan Keyes/Wiley Drake – America’s Independent Party (umstritten) (zweiter Wahlgang)
- 2012 Tom Hoefling/Robert Ornelas – America’s Independent Party (zweiter Wahlgang)

## Kandidaten für das Amt des kalifornischen Gouverneurs
Die American Independent Party hat folgende Kandidaten für das Amt des kalifornischen Gouverneurs nominiert:
- 1990: Jerome McCready
- 1994: Jerome McCready
- 1998: Nathan E. Johnson
- 2002: Reinhold Gulke
- 2003: Diane Beall Templin
- 2006: Edward C. Noonan
- 2010: Chelene Nightingale[4]

## Vorsitzende/stellvertretende Vorsitzende
- 1967–1999: Bill Shearer
- 1999–2002: Nathan Johnson
- 2002–2004: Jim King/Reed R. Heustis
- 2004–2006: Nancy Spirkoff
- 2006–2008: Edward C. Noonan/Mark Seidenberg
- seit 2008 umstritten: Vorsitzender ist Jim King oder Markham Robinson